# Cerodrillia
Cerodrillia là một chi ốc biển, là động vật thân mềm chân bụng sống ở biển trong họ Drilliidae.

## Các loài
Các loài thuộc chi Cerodrillia bao gồm:
- Cerodrillia asymmetrica McLean & Poorman, 1971[2]
- Cerodrillia bahamensis (Bartsch, 1943)[3]
- Cerodrillia carminura (Dall, 1889)[4]
- Cerodrillia clappi Bartsch & Rehder, 1939[5]
- Cerodrillia cybele (Pilsbry & Lowe, 1932)[6]
- Cerodrillia girardi Lyons, 1972[7]
- Cerodrillia hannyae Jong & Coomans, 1988[8]
- Cerodrillia perryae Bartsch & Rehder, 1939[9]
- Cerodrillia schroederi Bartsch & Rehder, 1939[10]
- Cerodrillia simpsoni (Simpson, 1886)[11]
- Cerodrillia thea (Dall, 1884)[12]
- Cerodrillia verrillii (Dall, 1881)[13]